# Île Nansan
L'île Nansan (en mandarin : 南三岛, en cantonnais : 南三島, anciennement appelée île des Aigrettes, île d'Aigrettes ou île La Rigaudière, parfois même île Nam-Sang) est une île située au sud-est de la ville de Zhanjiang, dans la province du Guangdong, en Chine. L'île compte environ 100 000 habitants.
Sur le plan administratif, l'île de Nansan appartient au district de Potou.
Sous le règne de Louis XIV, un comptoir commercial français y est ouvert entre le 16 novembre 1701 et le 10 mai 1702, lorsque l'Amphitrite de la Compagnie royale de la Chine hiverne dans la rade. Le comptoir est nommé La Rigaudière, probablement en l'honneur d'une grande famille d'officiers de marine, les Froger de La Rigaudière.
Entre 1898 et 1945, l'île fait partie du territoire de Kouang-Tchéou-Wan, territoire chinois cédé à bail pour 99 années à la France à l'occasion du traité de Kouang-Tchéou-Wan. Elle est appelée île des Aigrettes en raison de la présence de colonies de cet oiseau sur l'île et les marécages alentours. Pendant l'ère coloniale, les principaux bourgs de l'île sont Tin Táo et Mok Wai.